# ميلارد بلومر
ميلارد بلومر (بالإنجليزية: Millard Bloomer)‏ هو مبارز بالسيف أمريكي، ولد في 10 يونيو 1899، وتوفي في 10 يوليو 1974 في تلسا في الولايات المتحدة.

## وصلات خارجية
- ميلارد بلومر على موقع أوليمبيديا (الإنجليزية)